# Palauig
Palauig is een gemeente in de Filipijnse provincie Zambales op het eiland Luzon. Bij de laatste census in 2010 telde de gemeente ruim 33 duizend inwoners.

## Geografie

### Bestuurlijke indeling
Palauig is onderverdeeld in de volgende 19 barangays:
| - Alwa - Bato - Bulawen - Cauyan - East Poblacion - Garreta - Libaba - Liozon - Lipay - Locloc | - Macarang - Magalawa - Pangolingan - Salaza - San Juan - Santo Niño - Santo Tomas - Tition - West Poblacion |

## Demografie
Palauig had bij de census van 2010 een inwoneraantal van 33.286 mensen. Dit waren 2.539 mensen (8,3%) meer dan bij de vorige census van 2007. Ten opzichte van de census van 2000 was het aantal inwoners gegroeid met 3.303 mensen (11,0%). De gemiddelde jaarlijkse groei in die periode kwam daarmee uit op 1,05%, hetgeen lager was dan het landelijk jaarlijks gemiddelde over deze periode (1,90%).

De bevolkingsdichtheid van Palauig was ten tijde van de laatste census, met 33.286 inwoners op 310 km², 107,4 mensen per km².